# S/2009 S 1
S/2009 S 1 là một tiểu vệ tinh của Sao Thổ có quỹ đạo ở một khoảng cách xấp xỉ 117.000 kilômét (73.000 mi) so với Sao Thổ, ở phần ngoài của Vành B của Sao Thổ, với một đường kính xấp xỉ vào khoảng 300 mét (980 ft). Nó được khám phá ra bởi Đội xử lý ảnh của tàu vũ trụ Cassini vào ngày 26 tháng 7 năm 2009. Tiểu vệ tinh này được chú ý thấy trong một sự kiện điểm phân vào năm 2009 bởi một cái bóng dài xấp xỉ 36 kilomet mà nó đổ lên Vành B của Sao Thổ. S/2009 S 1 nhô ra khoảng 150 mét (490 ft) bên trên vành. Bức ảnh được chụp từ khoảng cách xấp xỉ 296.000 kilômét (184.000 mi) từ Sao Thổ.

### Phát hiện

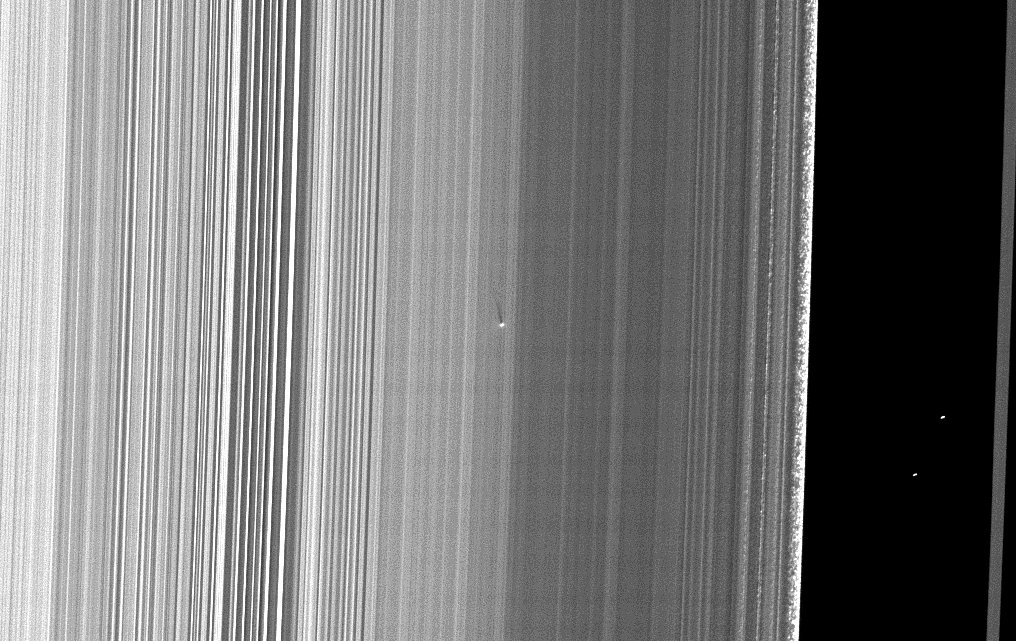
Chấm sáng với một cái bóng dài ở trung tâm bức ảnh là S/2009 S 1. Ranh giới Cassini ở bên tay phải.

S/2009 S 1 lần đầu được nhận diện bởi Đội xử lý ảnh của tàu vũ trụ Cassini trong một sự kiện điểm phân vào năm 2009 bởi một cái bóng dài xấp xỉ 36 kilômét (22 mi) mà nó đổ lên Vành B của Sao Thổ.